# Shangrenlixiang (ort i Kina, Hunan Sheng, lat 25,89, long 111,65)
Shangrenlixiang (kinesiska: 尚仁里乡) är en ort i Kina. Den ligger i provinsen Hunan, i den södra delen av landet, omkring 290 kilometer sydväst om provinshuvudstaden Changsha. Antalet invånare är 3 894. Befolkningen består av 1 930 kvinnor och 1 964 män. Barn under 15 år utgör 16,0 %, vuxna 15-64 år 72 %, och äldre över 65 år 11,0 %.
Runt Shangrenlixiang är det ganska tätbefolkat, med 100 invånare per kvadratkilometer. Närmaste större samhälle är Jiangcunzhen, 18,2 km söder om Shangrenlixiang. I omgivningarna runt Shangrenlixiang växer i huvudsak blandskog.
Genomsnittlig årsnederbörd är 1 966 millimeter. Den regnigaste månaden är april, med i genomsnitt 291 mm nederbörd, och den torraste är oktober, med 41 mm nederbörd.